# Auffe
Auffe is een dorp in de Belgische provincie Namen dat deel uitmaakt van de deelgemeente Ave-et-Auffe van de stad Rochefort. Van 1795 tot 1826 was Auffe een zelfstandige gemeente.
Het dorp is gelegen ten oosten van Ave aan de N86, de weg van Wellin naar Rochefort. 

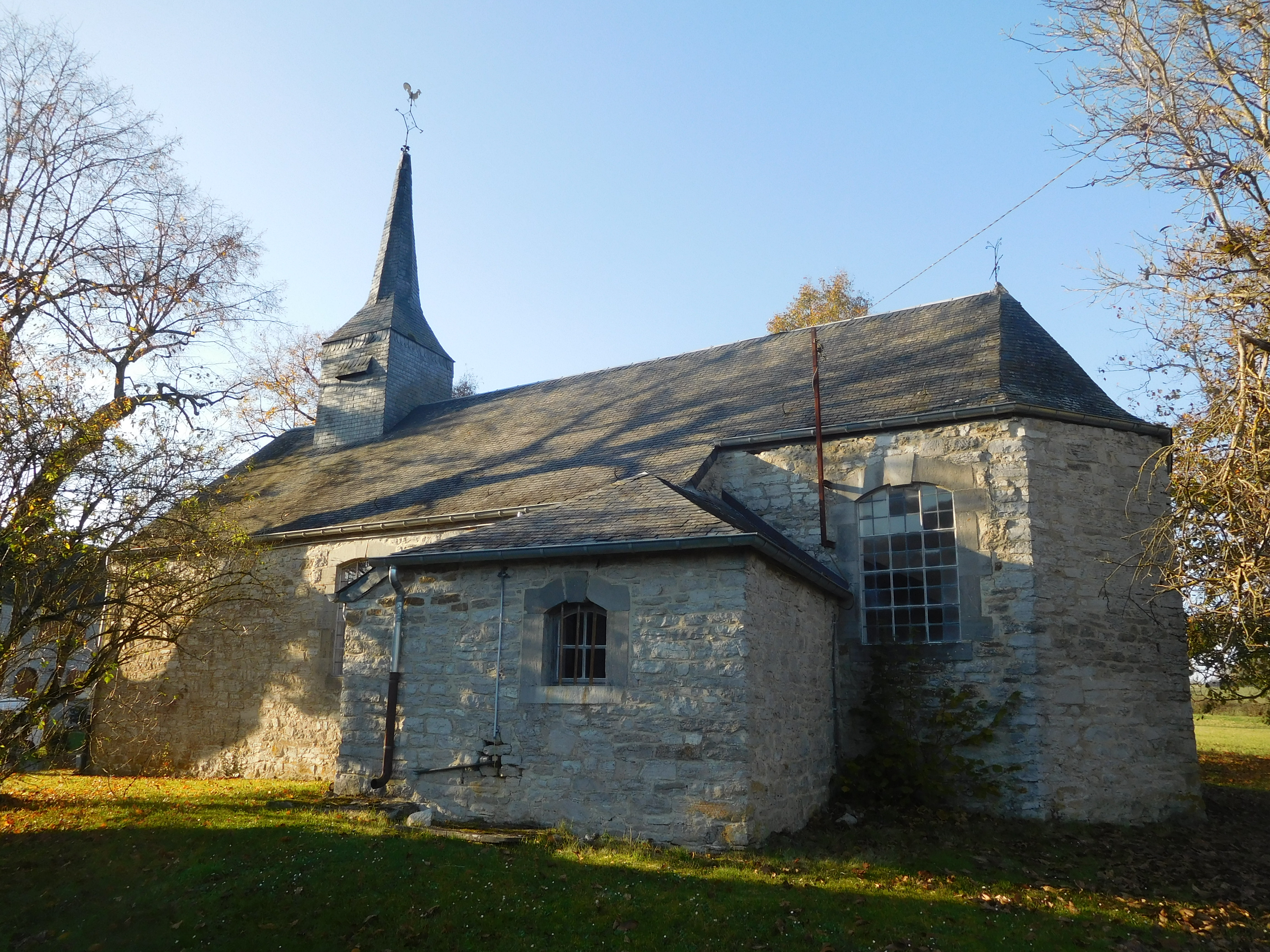
De Sint-Lambertuskapel uit de 13de eeuw

## Geschiedenis
Auffe lag op de kruising van twee Romeinse heerwegen: deze van Trier naar Bavay en deze van Reims naar Keulen. In het nabijgelegen Bois Niau zijn Romeinse en Merovingische vondsten gedaan.
De naam van het dorp Auffe werd in 934 voor het eerst vermeld als Harfia. Aanvankelijk behoorde Auffe toe aan de abdij van Saint-Hubert. Vanaf de 12de eeuw ging het dorp deel uitmaken van de heerlijkheid Han-sur-Lesse dat tot het provoostschap Marche behoorde dat zelf deel uitmaakte van het hertogdom Luxemburg. In de middeleeuwen was er een loodmijn die tot 1838 zou uitgebaat worden. Tot aan de Tweede Wereldoorlog waren er eveneens steengroeven.
Bij de vorming van de gemeenten in 1795 werd Auffe een zelfstandige gemeente met 70 inwoners (volkstelling 1801). Wegens het geringe aantal inwoners (75 inwoners op het einde van 1823) werd de gemeente in 1826 opgeheven en bij Ave gevoegd. Nochtans was er geen gemeenschappelijke geschiedenis tussen de twee gemeenten daar Ave tot het prinsbisdom Luik en later tot het hertogdom Bouillon behoord had. De nieuwe fusiegemeente kreeg de naam Ave-et-Auffe.

## Sint-Lambertuskapel
Kerkelijk was Auffe steeds afhankelijk van de parochie Ave en het dorp had zijn eigen kapel. In 1875 werd Auffe een hulpparochie van Ave en werd de 13de-eeuwse Sint-Lambertuskapel verheven tot hulpkerk. Ze werd in 1966 volledig gerestaureerd en in 1977 beschermd als monument.
Deelgemeenten: Ave-et-Auffe · Buissonville · Éprave · Han-sur-Lesse · Jemelle · Lavaux-Sainte-Anne · Lessive · Mont-Gauthier · Rochefort · Villers-sur-Lesse · Wavreille

Overige dorpen en gehuchten: Auffe · Ave · Belvaux · Briquemont · Forzée · Frandeux · Génimont · Hamerenne · Havrenne · Jamblinne · Laloux · Navaugle · Vignée

Belgische gemeenten · arrondissement Dinant · provincie Namen · Wallonië